# 턱형
턱형은 ACCA AGENCY 소속의 대한민국의 유튜버이자 ACCA AGENCY의 대표이다.
방송적 특징으로 항상 검은색 유성매직으로 눈썹을 두껍게 칠하고 모자를 거꾸로 쓰고 무지개 색깔별의 츄리닝을 입는다.